# Casa del Señor (Lapenilla)

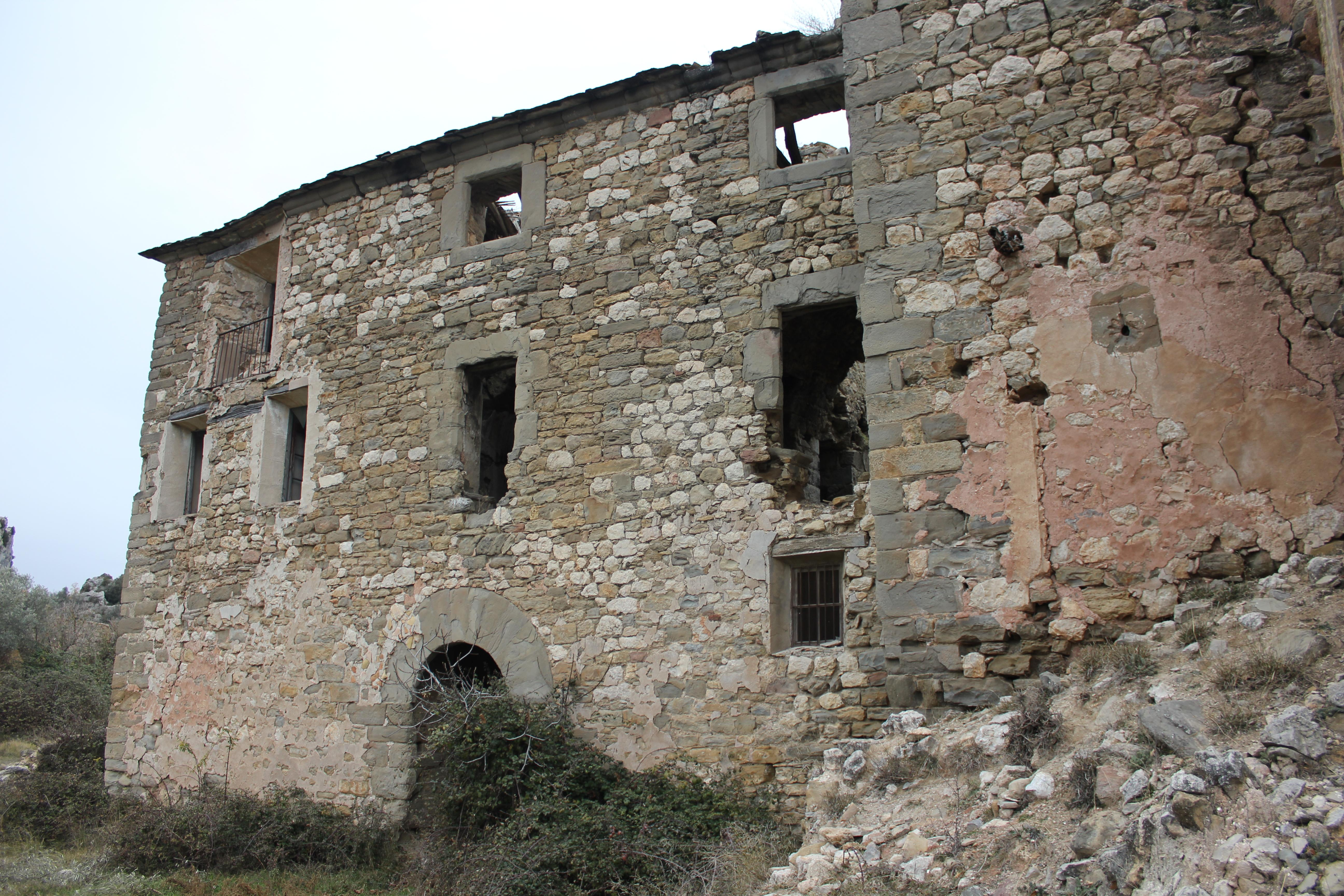
Casa del Señor

Die Casa del Señor in Lapenilla, einem Ortsteil der spanischen Gemeinde La Fueva in der Provinz Huesca der Autonomen Gemeinschaft Aragonien, wurde im 16. Jahrhundert erbaut. Das befestigte Wohnhaus, an das die Kirche San Julián angebaut ist, wurde als Bien de Interés Cultural (Baudenkmal) klassifiziert.
Die als Ruine erhaltene Casa del Señor ist ein typisches Beispiel eines befestigten Wohnhauses mit Türmen in der Region Alto Aragón, dem nördlichen Aragonien in den Pyrenäen. Die Region war im 16. Jahrhundert durch politische und soziale Konflikte gekennzeichnet. Gleichzeitig machten Banden das Gebiet unsicher.